# داني ستابس
داني ستابس بالإنجليزية: Danny Stubbs)‏ هو لاعب كرة قدم أمريكية أمريكي، ولد في 3 يناير 1965 في لونغ برانش في الولايات المتحدة.

## وصلات خارجية
- داني ستابس على موقع مرجع كرة القدم المحترفة.كوم (الإنجليزية)